# السقعية (حزم العدين)

تعديل مصدري - تعديل

السقعية محلة تابعة لقرية المراون، التابعة لعزلة الابعون بمديرية حزم العدين إحدى مديريات محافظة إب في الجمهورية اليمنية، بلغ تعداد سكانها 57 حسب تعداد اليمن لعام 2004.